# پرچم لث‌بریج
پرچم لث‌بریج در ۲۲ مارس ۱۹۷۱ پذیرفته شد.